# متحف الجوهرة للتراث
متحف الجوهرة للتراث أحد متاحف منطقة الحدود الشمالية الواقعة شمال المملكة العربية السعودية، يقع المتحف في محافظة رفحاء، أسسه شويش بن شايش المخيمر.

## أجزاء المتحف
يتكون المتحف من قاعتين وصالة استقبال واستراحة للضيوف والزوار، القاعة الرئيسة عرض بها المنسوجات والعملات والصحف القديمة والخرائط وأدوات الطهي، أما القاعة الثانية فخصصت لعرض بها مجلس للضيافة العربية وأدوات القهوة العربية وسياح صوفية وتشكيـلات حجرية، ثم صالة الاستقبال، وقد تم عرض بعض الأدوات التراثية في تلك الصالة من خلال التعليق، أما استراحة الضيوف فقد فرشت بقطع من السجاد القديم وكذلك العديد من المساند والطراحات.

## وصلات خارجية
- متحف الجوهرة للتراث
- السياري يستقبل صاحب متحف الجوهرة للتراث برفحاء